# Ladislav Pavlovič
Ladislav Pavlovič (8 de abril de 1926 – 28 de enero de 2013) fue un futbolista profesional eslovaco. Jugó también para la selección de fútbol de Checoslovaquia en catorce partidos y marcó dos goles.
Participó en la Eurocopa de 1960, donde jugó en cinco partidos y marcó un gol en el partido contra la selección de fútbol de Francia.
Pavlovič jugó más partidos con el FC Tatran Prešov (1950-1953, 1956-1965/66: 150 goles) y también brevemente con el FK Inter Bratislava (1954-1955: 14 goles), teniendo un total de 164 goles en 345 encuentros.
Falleció el 28 de enero de 2013 a la edad de 87 años.

## Clubes
| Club                 | País       | Año         |
| -------------------- | ---------- | ----------- |
| 1. FC Tatran Prešov  | Eslovaquia | 1948 - 1954 |
| ŠK Slovan Bratislava | Eslovaquia | 1954 - 1956 |
| 1. FC Tatran Prešov  | Eslovaquia | 1956 - 1966 |